# Rhipidoglossum curvatum
Rhipidoglossum curvatum é uma espécie de orquídea, família Orchidaceae, que existe oito países do oeste e centro oeste da África tropical. Trata-se de planta epífita, monopodial com caule que mede menos de doze centímetros de comprimento; cujas pequenas flores tem um igualmente pequeno nectário sob o labelo.

## Publicação e sinônimos
- Rhipidoglossum curvatum (Rolfe) Garay, Bot. Mus. Leafl. 23: 195 (1972).

Sinônimos homotípicos:
- Mystacidium curvatum Rolfe in D.Oliver & auct. suc. (eds.), Fl. Trop. Afr. 7: 174 (1897).
- Angraecum curvatum (Rolfe) Schltr., Bot. Jahrb. Syst. 38: 22 (1905).
- Diaphananthe curvata (Rolfe) Summerh. in J.Hutchinson & J.M.Dalziel, Fl. W. Trop. Afr. 2: 456 (1936).
- Angraecopsis curvata (Rolfe) R.Rice, Prelim. Checklist & Survey Subtrib. Aerangidinae (Orchidac.): 20 (2005).

Sinônimos heterotípicos:
- Angraecum filipes Schltr., Bot. Jahrb. Syst. 38: 22 (1905).
- Aerangis filipes (Schltr.) Schltr., Beih. Bot. Centralbl. 36(2): 122 (1918).
- Angraecum minutum A.Chev., Explor. Bot. Afrique Occ. Franç. 1: 618 (1920), nom. illeg.